# Silhouette (singel)
Silhouette – singel szwajcarskiego piosenkarza Gjon’s Tears, wydany 14 stycznia 2022 roku nakładem wytwórni Jo&Co w dystrybucji francuskiego oddziału wytwórni Sony Music.

## Geneza utworu i historia wydania
Utwór został napisany i skomponowany przez Asha Hicklina, Duncana Laurence’a, zwycięzcę Konkursu Piosenki Eurowizji 2019, François Welgryna, Gjona Muharremaja, Jordana Garfielda oraz znanego z duetu Linia Nocna Mikołaja Trybulca. Sam Muharremaj na swoim story na Instagramie zaznaczył, iż piosenka powstawała w dwóch różnych miejscach – w Edynburgu i Paryżu.

"Chciałem napisać piosenkę, w której wyobrażałem sobie te wszystkie sylwetki, które opuszczały ziemię z powodu wojny i liczyły na bezpieczniejsze miejsce, by zbudować się na nowo."

Utwór powstał w trakcie komponowania utworów do wewnętrznych preselekcji na Konkurs Piosenki Eurowizji 2021, w którym Muharremaj reprezentował Szwajcarię. Początkowo tekst powstał w języku angielskim, a następnie został – z pomocą François Welgryna – przetłumaczony na język francuski.

## Teledysk
Do utworu powstał teledysk wyprodukowany przez Bleu Nuit w reżyserii Maky Margaridisa, który został nagrany w Brukseli.

## Lista utworów
- Digital download[1]

1. „Silhouette” – 3:20

## Notowania
Singel dotarł do 6. miejsca na oficjalnej albańskiej liście notowań The Top List prowadzonej przez Top Channel.
| Kraj    | Notowanie (2022) | Najwyższa pozycja |
| ------- | ---------------- | ----------------- |
| Albania | The Top List     | 6                 |

## Historia wydania
| Region | Data             | Format                      | Wersja   | Wytwórnia           | Źródło |
| ------ | ---------------- | --------------------------- | -------- | ------------------- | ------ |
| Świat  | 14 stycznia 2022 | Digital download, streaming | Original | Jo & Co, Sony Music | [ 1 ]  |